# 交信
交信（こうしん）とは、無線通信で信号のやり取りを行うことである。Q符号における意味から転じてQSOともいう。
プッシュ・ツー・トークで相手局と送受信を切り替える場合には、日本語では「どうぞ」、英語では「over」、電信では「K」を末尾に送信する。
アマチュア無線で交信を行ったことを証明する書類がQSLカードである。また、アマチュア局の免許を持たないSWLが交信を受信し、交信した局宛てに報告書を送り、アマチュア局からSWLへその内容を証明する書類（QSLカードと同じ様式）を送ることがある。

## アマチュア無線

### 交信の形態
CQ呼び出し
交信する相手局を特定しない呼び出しである。CQの後に地域名やDX（遠距離通信）を付けることで相手局の範囲を指定することがある。基本的にどの周波数帯でも行われるが、慣習的に特にCQ呼び出しの多い周波数もある。周波数が他局に使用されておらず、かつ他局に混信、妨害を与えないことを十分に確認したのち、CQ呼び出しを行う。
特定局の呼び出し
相手局の呼出符号を指定して呼び出す交信。周波数帯によっては呼出周波数（メインチャンネル）が定められており、応答を確認したのちに別の周波数（サブチャンネル）に移動する。中継局を用いる場合の交信もこれに準ずる。呼出周波数の無い周波数帯あるいは電波型式の場合は、あらかじめ周波数を決めておく必要がある。トーンスケルチと呼ばれる機器を用いて、特定の局の呼出し以外を受信しないようにする機能もある。
オンエアミーティング、ロールコール
複数の局が同じ周波数で交信に参加するもの。取りまとめを行うキー局にあらかじめ参加の意思表示（チェックイン）を行い、キー局の指示に従って応答する。
ラグチュー
いわゆる雑談。仲間同士の会話はもちろん、初対面の相手でもラグチューに進展する場合がある。他に交信を希望している局がいないか、あるいは他局に妨害を与えていないか注意を払う必要があるため、144MHz帯や430MHz帯では、送信の最初に「了解」などと言ってから一瞬だけ受信に切り替え、他局の割り込みがないかを確認する習慣がある。
スプリット運用
特に外国との交信では、多数の局の応答が予想される場合や、自局と相手局で送信が許可されている周波数が異なる場合に、送信と受信を異なる周波数で行なうスプリット運用を行なう場合がある。

### 交信の内容
交信が成立するには、相手局のコールサインとRSTレポート（電話の場合はRSレポート）を交換することが最低限の条件である。RSTレポートは相手局の信号の状況を3桁（電話の場合は2桁）の数字で表したもので、Rは了解度（1から5）、Sは信号強度（1から9）、Tは音調（1から9）で表す。なお電話では59を「ファイブナイン」と読むのが正しく、「フィフティーナイン」「ごじゅうきゅう」は誤り。
その他、初対面の交信（ファーストQSO）で交換することの多い事項は次の通り。
- 運用場所（市郡区番号を用いることもある）
- 氏名またはハンドルネーム
- 使用しているリグ、アンテナ、空中線電力
- 天気、気温

これら必要最小限の内容をまとめた定型文を用いて交信することをラバースタンプQSOという。英語を母語としない局同士の欧文電信による交信は、詳細な文章を伝えることが難しいため、ほとんどがラバースタンプQSO、あるいは単にレポート交換のみに終わることが多い。一方、電話および母語による電信（日本語の場合は和文モールス信号）では、状況に応じてさまざまな内容の話題が展開される。

### 交信に用いる用語
交信に用いる用語の一つとしてQ符号がある。アマチュア無線やCB無線では、無線用語を用いることが多い。
コールサインや特に重要な事項を伝える場合には、聞き違いを防ぐためフォネティック・コードを用いる。

## 船舶
海岸局と船舶との交信（電信）の内容は次の書式になっている。
和文
1. 種類（省略の場合あり）
2. 字数
3. 発信局
4. 番号
5. 受付時刻
6. 特別取扱（省略の場合あり）
7. 局内心得（省略の場合あり）
8. 名あて
9. 本文

欧文
1. Preamble（字数、発信局、番号、時刻）
2. To（相手局）
3. Text（本文）

## 航空
航空無線で行われる交信の特徴の一つとして、航空機が出発地から目的地に移動する間に、通信を行う機関を受け継ぐ必要が生ずる。このことを通信の移管（ハンドオフ）という。
交信の内容には次のようなものがある。
- 管制承認
- 離陸のための誘導路走行指示
- 離陸許可
- 飛行中の指示
- 管制圏進入許可
- 着陸許可
- 着陸後の誘導路走行指示
- 返信を求めない特定機向けの一方的な情報提供（進入中の風向風速情報など）
- 聴取している全局に向けた情報提供（気圧変更 例 ALL STATION,AREA NEW QNH 2992など）